# Omar Dorsey
Omar J. Dorsey (Decatur, 22 dicembre 1975) è un attore statunitense.

## Biografia
Sposato, vive a Los Angeles con la moglie e le sue due figlie.

## Filmografia parziale

### Cinema
- Road Trip, regia di Todd Phillips (2000)
- Losing Grace, regia di Michael Valverde (2001)
- Juwanna Mann, regia di Jesse Vaughan (2002)
- Drumline - Tieni il tempo della sfida (Drumline), regia di Charles Stone III (2002)
- Starsky & Hutch (2004)
- Scuola per canaglie (School for Scoundrels), regia di Todd Phillips (2006)
- Django Unchained, regia di Quentin Tarantino (2012)
- Selma - La strada per la libertà (2014)
- Cane mangia cane (Dog Eat Dog), regia di Paul Schrader (2016)
- Thank You for Your Service, regia di Jason Hall (2017)
- Halloween, regia di David Gordon Green (2018)
- Harriet, regia di Kasi Lemmons (2019)
- Halloween Kills, regia di David Gordon Green (2021)
- Halloween Ends, regia di David Gordon Green (2022)

### Televisione
- The Mentalist – serie TV, episodio 4x02 (2011)
- Castle – serie TV, episodio 4x20 (2012)
- CSI: NY – serie TV, episodio 9x16 (2013)
- NCIS - Unità anticrimine (NCIS) – serie TV, episodio 11x02 (2012)
- Rake – serie TV, 9 episodi (2014)
- Blue Bloods – serie TV, episodio 7x12 (2017)
- Genius – serie TV, 2 episodi (2021)

## Doppiatori italiani
Nelle versioni in italiano delle opere in cui ha recitato, Omar J. Dorsey è stato doppiato da:
- Alessandro Ballico in The Mentalist, Castle, Van Helsing, When They See Us
- Alberto Angrisano in Halloween, Halloween Kills, Halloween Ends
- Roberto Draghetti in Selma - La strada per la libertà, Cane mangia cane
- Gianluca Machelli in The Shield
- Alessandro Messina in CSI: NY
- Fabrizio Odetto in Django Unchained
- Carlo Scipioni in Bones
- Antonio Palumbo in NCIS - Unità anticrimine
- Paolo Marchese in Rake
- Stefano Santerini in Aquarius
- Massimo Bitossi in Blue Bloods